# Uffenheim

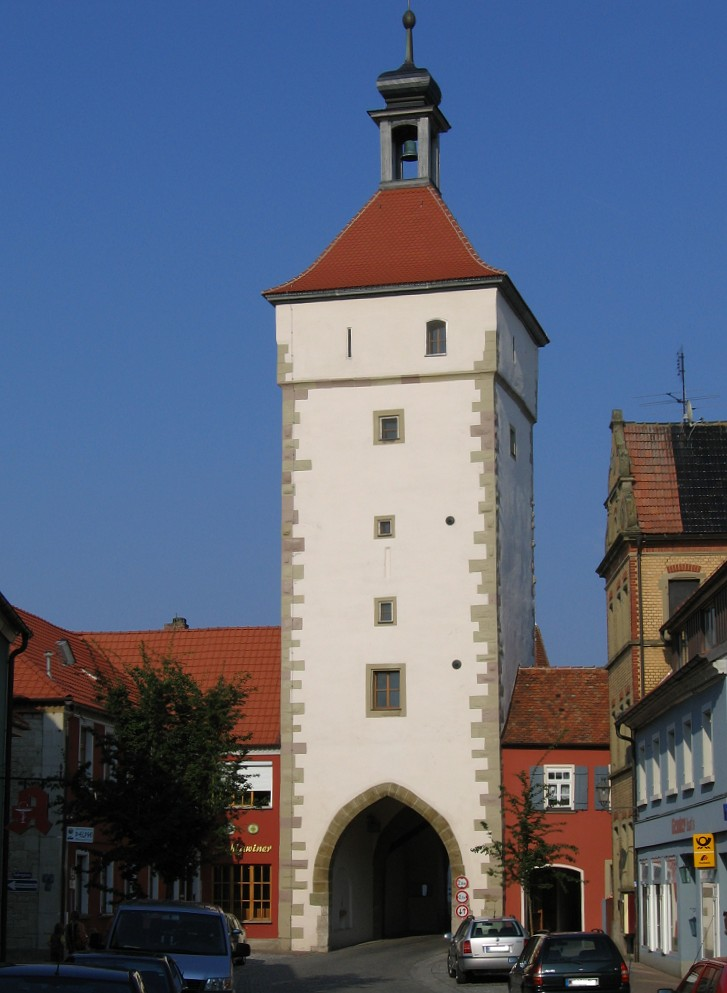
Uffenheim

Uffenheim este un oraș din Franconia Mijlocie, landul Bavaria, Germania.